# Emmanuel Ihemeje
Emmanuel Ihemeje (né le 31 octobre 1999 à Carrare), est un athlète italien, spécialiste du triple saut.

## Biographie
Étudiant aux États-Unis, il se révèle lors de la saison 2021 en réalisant 17,26 m le 13 mars 2021 à Fayetteville, puis en remportant les championnats NCAA en plein air à Eugene avec la marque de 17,14 m. Il atteint la finale des Jeux olympiques de Tokyo (11e avec 16,52 m).

## Palmarès
| Date | Compétition                    | Lieu     | Résultat | Épreuve     | Marque  |
| ---- | ------------------------------ | -------- | -------- | ----------- | ------- |
| 2021 | Jeux olympiques                | Tokyo    | 11e      | Triple saut | 16,52 m |
| 2022 | Championnats du monde          | Eugene   | 5e       | Triple saut | 17,17 m |
| 2023 | Championnats du monde          | Budapest | 8e       | 16,91 m     |         |
| 2024 | Championnats du monde en salle | Glasgow  | 5e       | 16,90 m     |         |

## Records
| Épreuve     | Épreuve   | Marque  | Lieu         | Date          |
| ----------- | --------- | ------- | ------------ | ------------- |
| Triple saut | Plein air | 17,29 m | Walnut       | 15 avril 2023 |
| Triple saut | En salle  | 17,26 m | Fayetteville | 13 mars 2021  |